# Alboraya FS
El Club Alboraya Fútbol Sala , más conocido como Alboraya FS es un club de fútbol sala de la ciudad de Alboraya, España. Juega en Tercera División Nacional , la cuarta categoría nacional.

## Historia
El Club Alboraya Fútbol Sala nace en 1979 con un equipo masculino en categoría Sénior.
En la temporada 21-22 va a jugar en Tercera División lo que es un gran reto para el equipo al volver a categoría nacional.

## Pabellón
Disputa sus partidos y entrenamientos en el Pabellón Ciutat de l'Esport. 

## Uniforme
Equipación local: Camiseta blanca , pantalones rojos.
Equipación visitante: Camiseta roja , pantalones negros.

## eSports
El club tiene una sección dedicada a los eSports (deportes digitales) y compiten en el juego FIFA.